# Fehér angolszász protestáns
A fehér angolszász protestáns vagy WASP (White Anglo-Saxon Protestant) az Észak-Amerikát benépesítő angol telepesek és mai leszármazottainak megnevezése, különösen azok, akik a felső vagy a felső-középosztályhoz tartoznak. Ez a csoport határozta meg az Amerikai Egyesült Államok kultúráját, és közülük került ki az amerikai elit nagy része.